# CEI 61851

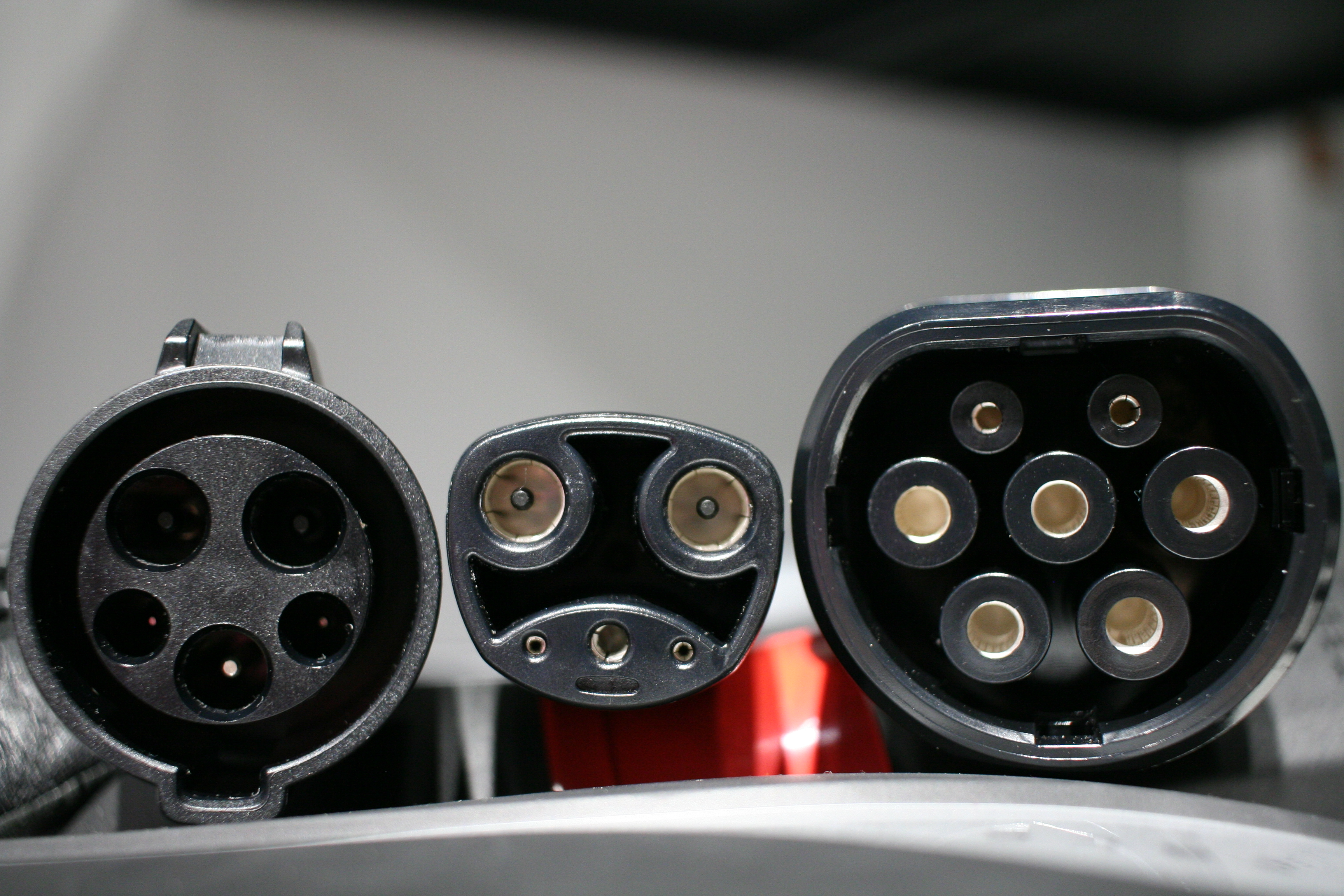
De gauche à droite : IEC Type 1, NACS, IEC Type 2

La norme CEI  61851 est une norme internationale relative aux systèmes de charge conductrice pour véhicules électriques. La norme CEI  61851 fait partie du groupe de normes de la Commission électrotechnique internationale pour les véhicules routiers électriques et les chariots industriels électriques et relève de la responsabilité du Comité technique 69 de la CEI (TC69).

## Documents standards
La norme IEC 61851 comprend les parties suivantes, qui sont détaillées dans des documents de norme IEC 61851 distincts :
- CEI  61851-1 : Exigences générales
- CEI  61851-21-1 : Exigences CEM pour les chargeurs embarqués de véhicules électriques pour les connexions conductrices à l'alimentation AC/CC[2]
- CEI  61851-21-2 : Exigences relatives aux véhicules électriques pour la connexion conductrice à une alimentation AC/CC - Exigences CEM pour les systèmes de charge de véhicules électriques hors-bord[3]
- CEI  61851-23 : Borne de recharge pour véhicules électriques à courant continu[4]
- CEI  61851-24 : Communication numérique entre une borne de recharge CC pour véhicule électrique et un véhicule électrique pour le contrôle de la recharge CC[5]
- CEI  61851-25 : Équipement d'alimentation CC pour véhicules électriques dont la protection repose sur une séparation électrique[6].